# Eucalyptus conica
Eucalyptus conica är en myrtenväxtart som beskrevs av Deane och Joseph Henry Maiden. Eucalyptus conica ingår i släktet Eucalyptus och familjen myrtenväxter. Inga underarter finns listade i Catalogue of Life.